# معركة موتينا
```
 وقعت 
معركة موتينا
 في 21 أبريل 43 ق.م بين القوات الموالية 
لمجلس الشيوخ
 تحت 
القنصلين
 
جايوس فيبيوس بانسا
 
وأولوس هيرتيوس
، بدعم من قوات 
قيصر أوكتافيان
، والقوات القيصرية 
لمارك أنطوني
 التي كانت تحاصر قوات 
ديسيموس بروتوس
. هذا الأخير، أحد قتلة قيصر، احتل مدينة موتينا (
مودينا
 الحالية) في 
سيسالبين غاول
.
```

وقعت المعركة بعد انتهاء معركة ساحة غالوروم الدموية والمثيرة للشك وانتهت بخسائر فادحة على الجانبين وبالإصابة المميتة للقنصل غايوس فايبوس بانسا. بعد ستة أيام من معركة فورم غالورم، شن كل من القنصل الآخر أولوس هيرتيوس والقصير الشاب أغسطس هجومًا مباشرًا على معسكرات مارك أنطوني من أجل كسر جبهة الحصار حول موتينا.
كان القتال شرسًا ودمويًا للغاية. اقتحمت القوات الجمهورية معسكرات العدو لكن المحاربين القدامى تحت قيادة أنطوني شنوا هجومًا مضادًا. قُتل هيرتيوس ذاته في الاشتباك أثناء مهاجمه معسكر أنطوني، تاركًا الجيش والجمهورية دون زعيم. شهد أغسطس الحدث في المعركة، واستعاد جثة هيرتيوس، وتمكن من تجنب الهزيمة. شارك دسيموس بروتس أيضًا في القتال رغم أسر جزء من قواته في المدينة. انتقلت قيادة جحافل القنصل المتوفى هيرتيوس إلى القيصر أغسطس. سرعان ما فر دسيموس بروتس، المهمش بعد المعركة، من إيطاليا على أمل الانضمام إلى زملائه القتلة ماركوس جونيوس بروتوس وغايوس كاسيوس لونغينوس. ومع ذلك، أُلقي القبض على دسيموس بروتس على الطريق وأُعدم، وأصبح بذلك ثاني قتلة قيصر الذين قُتلوا، بعد لوسيوس بونتيوس أكويلا، الذي قُتل خلال المعركة.
بعد المعركة، قرر مارك أنطوني فك الحصار وتراجع بمهارة غربًا على طول طريق إميليا، وهرب من قوات العدو وعاد باتجاه قوات الملازم بوبليس فنتديوس باسوس. أنهت معركة 21 أبريل 43 قبل الميلاد حرب موتينا القصيرة بانتصار للجمهوريين المتحالفين مع القيصر أغسطس، لكن الوضع تغير تمامًا في الخريف التالي حين تشكل الحكم الثلاثي الثاني بين أنطوني وأغسطس وليبيدوس.

## خلفية تاريخية
سيطر مارك أنطوني على الوضع السياسي في روما لفترة قصيرة فقط بعد اغتيال يوليوس قيصر في 15 مارس 44 قبل الميلاد. سرعان ما سبب التحالف غير المتناغم بين بعض قتلة قيصر والفصيل السيناتوري المتجدد بقيادة ماركوس توليوس سيسرو وأتباع الوريث الشاب للديكتاتور، وهو القيصر أغسطس -الإمبراطور المستقبلي أغسطس- عقبات للقنصل أنطوني من خلال اضمحلال الإجماع على الدعم داخل المعسكر القيصري. انهارت العلاقات بين مجلس الشيوخ الروماني وأنطوني بالكامل بعد عام تقريبًا من مقتل يوليوس قيصر. لم يكن أنطوني راضيًا عن المقاطعة التي كان من المقرر أن يحكمها، وهي مقدونيا، بعد انتهاء فترة خدمته بصفته قنصلًا لمدة عام واحد. كانت مقدونيا بعيدة جدًا في حال كانت المشاكل ستهدده في العاصمة روما، لذلك سعى إلى استبدال المنصب مقابل حكم غاليا كيسالبينا لمدة خمس سنوات. كان بمقدوره التأثير في العاصمة من تلك المنطقة، حتى وإن لزم الأمر التدخل المباشر، مثلما فعل قيصر في عام 44 قبل الميلاد. ومع ذلك، اخُتير بالفعل حاكم آخر لغاليا كيسالبينا، وهو ديموس جونيوس بروتوس ألبينوس، الذي كان امتلك المقاطعة بالفعل مع ثلاثة جحافل بموافقة مجلس الشيوخ. كان ديسيموس بروتوس بعلاقة قرابة بعيدة مع ماركوس جونيوس بروتوس وكان في السابق من أتباع يوليوس قيصر لكنه فقد ثقته في الديكتاتور وشارك في اغتياله في إديس مارس. حاول أنطوني استباق الموقف العدائي لخصومه من خلال السير في جحافل من قدامى المحاربين القيصريين من مقدونيا شمالًا لإجبار ديسيموس جونيوس بروتوس على تسليم مقاطعة غاليا كيسالبينا إليه.
في هذه الأثناء، في روما، كان تحالف هائل يتشكل لدعم جونيوس بروتس ومعارضة أنطوني، خاصةً بعد عودة شيشرو إلى مجلس الشيوخ في أواخر عام 44 قبل الميلاد. ألقى شيشرون سلسلة من الخطب التي لا هوادة فيها ضد أنطوني، والتي تسمى الفيليبيات. في 1 يناير 43 قبل الميلاد، تولى اثنان من القيصريين المعتدلين، هما أولوس هيرتيوس وغايوس فايبوس بانسا، منصب قنصل، ومن ثم أخذ الفصيل الجمهوري زمام المبادرة، وأعلن أنطوني عدوًا عامًا، وشرّع أفعال يونيوس بروتس والقيصر أغسطس، وجنّد جحافل جديدة.